# 金茶
金茶（きんちゃ）は、明るく黄色がかった茶色。金色に近い色合いである。別名は山吹茶。

## 概要
元禄9年に書かれた『当世染物鑑』に登場し、元禄期には既によく染められていたことがわかる。同書によれば、染色方法は、ヤマモモの樹皮を煎じた汁に漬けた布をいったん乾かしてから、ミョウバンを媒染剤にして、再びヤマモモの煎じ汁で染め上げ、最後にヤシャブシの果実などの染液に軽く漬けてわずかに黒褐色を帯びさせる、とある。
林芙美子の『秋果』・『瀑布』、近松秋江の『黒髪』には、女性の衣服として「金茶色の（絽の）お召」が、久坂葉子の『華々しき瞬間』には「金茶色のタフタの洋服」が登場するなど、昭和初期にも流行していたと思われる。
着物の地色のほか、小物類、風呂敷、袱紗などにもよく染められる。